# Tufão Mirinae (2009)
O tufão Mirinae (designação internacional: 0921; designação do JTWC: 23W; designação filipina: tufão Santi) foi um ciclone tropical que afetou as Filipinas e a Indochina no fim de outubro de 2009. Sendo o vigésimo nono sistema tropical, a vigésima primeira tempestade tropical dotada de nome e o décimo segundo tufão da temporada de tufões no Pacífico de 2009, Mirinae formou-se de uma área de perturbações meteorológicas a leste de Guam em 26 de outubro. Seguindo inicialmente para oeste-noroeste, o sistema se tornou uma tempestade tropical, segundo a Agência Meteorológica do Japão (AMJ) no dia seguinte. A partir de então, Mirinae começou a sofrer rápida intensificação e se tornou uma tempestade tropical severa ainda naquele dia, e um tufão em 28 de outubro, atingindo seu pico de intensidade em 29 de outubro, com ventos máximos sustentados de 165 km/h (1 minuto sustentado), segundo o JTWC. Após algumas horas de estabilidade, Mirinae começou a se enfraquecer assim que começou a entrar em contato com o arquipélago filipino, e Mirinae se enfraqueceu para uma tempestade tropical severa em 30 de outubro, e para uma tempestade tropical no dia seguinte. Continuando a seguir para oeste sobre o mar da China Meridional, Mirinae voltou a se intensificar lentamente, tornando-se um tufão, segundo o JTWC, pouco antes de atingir a costa do Vietnã em 2 de novembro. Sobre a Indochina, Mirinae enfraqueceu rapidamente, e tanto o JTWC quanto a AMJ emitiram seus avisos finais sobre o sistema ainda naquele dia.
Mirinae causou chuvas torrenciais nas Filipinas, que já havia sido afetado pelos tufões Ketsana e Parma semanas antes. Parma deixou pelo menos 32 fatalidades no arquipélago, e outras 123 no Vietnã, onde as chuvas torrenciais causadas pelo tufão também causaram efeitos severos.

## História meteorológica

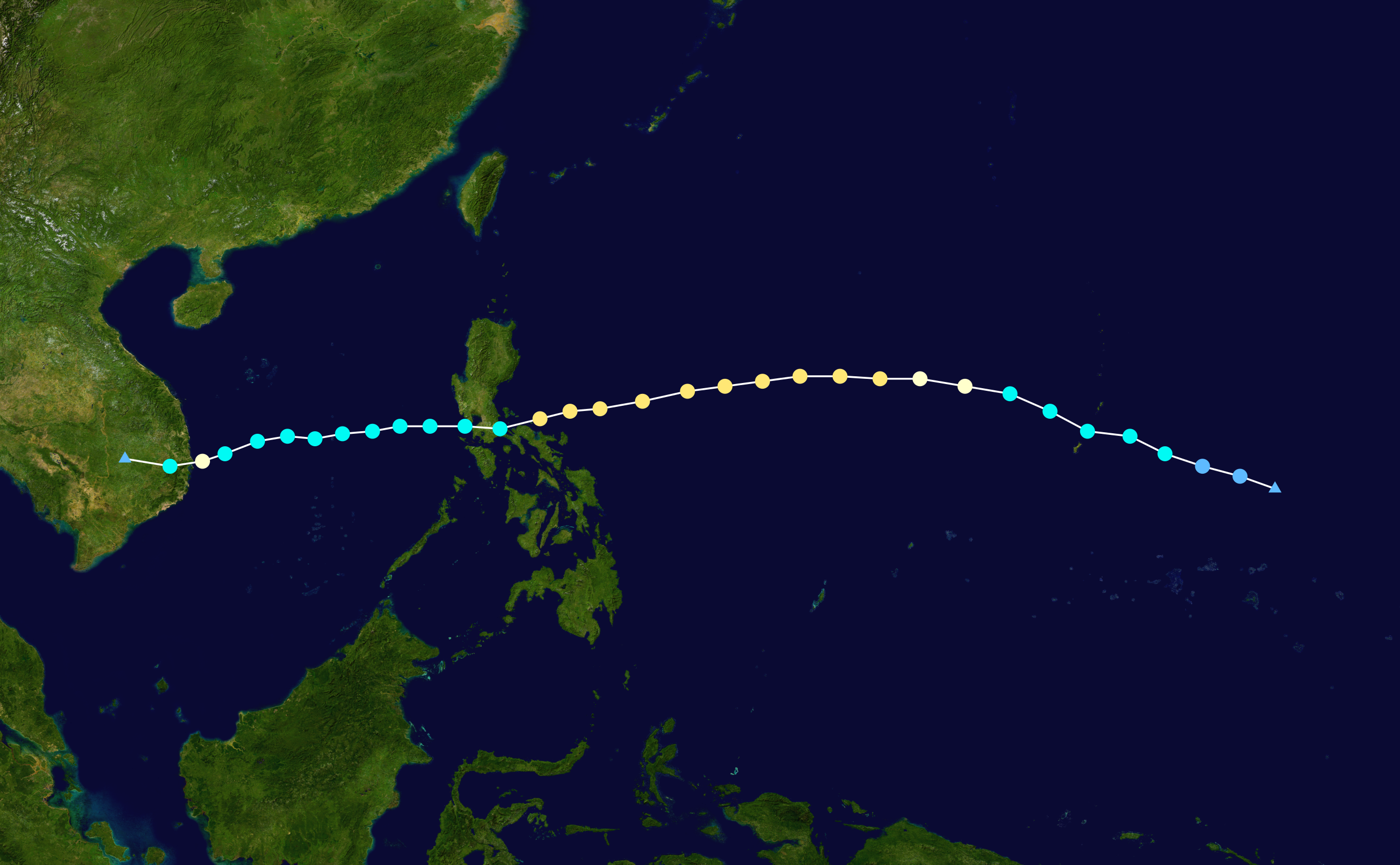
O caminho de Mirinae

O tufão Mirinae formou-se de uma área de perturbações meteorológicas que persistia a leste-sudeste de Pohnpei, Micronésia, que começou a mostrar sinais de organização em 23 de outubro. Inicialmente, havia a evidência da formação de uma circulação ciclônica associada a um cavado de monção e que estava alongada. Apesar da grande quantidade de áreas de convecção profunda inicialmente, a perturbação estava numa região com cisalhamento do vento moderado a forte, o que inibiu originalmente a intensificação do sistema. Porém, no dia seguinte, a perturbação começou a se organizar e a se consolidar, mesmo sob condições meteorológicas relativamente desfavoráveis. Em 25 de outubro, a Agência Meteorológica do Japão (AMJ), a agência designada pela Organização Meteorológica Mundial (OMM) para a monitoração de ciclones tropicais no oceano Pacífico Noroeste, classificou a perturbação para uma fraca depressão tropical. Ainda naquele dia, o cisalhamento do vento diminuiu consideravelmente, permitindo o grande estabelecimento dos fluxos de saída de altos níveis, que foram melhorados pela presença de um anticiclone e pela presença de um cavado tropical de alta troposfera. Com isso, o Joint Typhoon Warning Center (JTWC) emitiu um Aviso de Formação de Ciclone Tropical (AFCT) sobre o sistema, indicando que a perturbação poderia se tornar um ciclone tropical significativo em 12 a 24 horas. As previsões se confirmaram, e o JTWC classificou a perturbação para uma depressão tropical no início da madrugada (UTC) de 26 de outubro, assim que o sistema começou a exibir múltiplas bandas de tempestade ao redor do centro ciclônico, e o JTWC atribuiu-lhe a designação "23W".
Seguindo inicialmente para oeste-noroeste pela periferia sul de uma alta subtropical, a depressão continuou a se organizar e formou um centro denso nublado, indicação de que o ciclone iria se intensificar. Ainda naquela tarde, o sistema se intensificou para uma tempestade tropical, segundo o JTWC. Horas depois, a AMJ considerou a organização do sistema e o classificou para uma depressão tropical plena. Finalmente, na manhã (UTC) de 27 de outubro, a AMJ classificou o sistema para uma tempestade tropical, e lhe atribuiu o nome "Mirinae", nome que foi submetido à lista de nomes de tufões pela Coreia do Sul e significa "Via Láctea" em língua coreana. A partir da tarde (UTC) de 27 de outubro, Mirinae começou a se intensificar assim que os fluxos de saída aumentaram pela presença de um cavado de onda longa ao norte do sistema. Naquele momento, a tempestade tropical começou a desenvolver um olho, visível inicialmente somente em imagens de satélite no canal micro-ondas. Com isso, a AMJ classificou Mirinae para uma tempestade tropical severa ainda no início daquela noite (UTC). A partir de então, Mirinae começou a sofrer rápida intensificação, e as áreas de convecção profunda associadas formaram uma parede em volta do centro, que começou a exibir um olho bem definido. Com isso, o JTWC classificou Mirinae para um tufão ainda naquela noite.
A AMJ também classificou Mirinae para um tufão no início da madrugada (UTC) de 28 de outubro. Seguindo rapidamente para oeste, Mirinae logo adentrou a área de responsabilidade da Administração de Serviços Atmosféricos, Geofísicos e Astronômicos das Filipinas (PAGASA), que lhe atribuiu o nome filipino "Santi". A rápida intensificação de Mirinae chegou ao fim na tarde (UTC) de 28 de outubro, assim que o cavado de onda longa se afastou para nordeste, diminuindo assim os fluxos de saída de altos níveis. Além disso, o cisalhamento do vento aumentou, e causou a perda de definição de seu olho, apesar de não alterar a intensidade do tufão, que atingiu seu pico de intensidade na madrugada de 29 de outubro, com ventos máximos sustentados de 165 km/h (1 minuto sustentado), segundo o JTWC, ou 150 km/h (10 minutos sustentados), segundo a AMJ, com uma pressão atmosférica mínima central de 955 mbar.

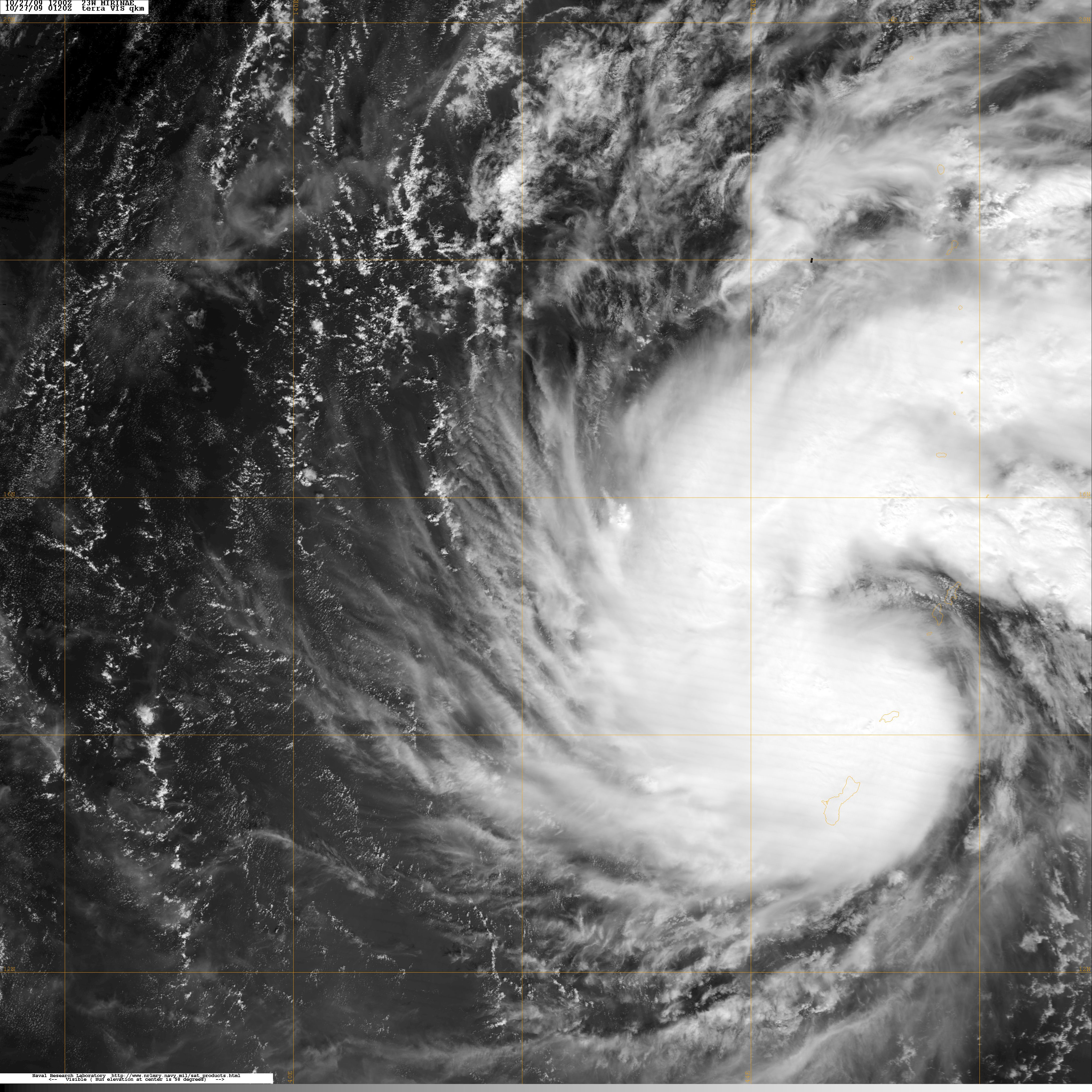
A tempestade tropical Mirinae em 27 de outubro

Após manter sua intensidade por mais de 24 horas, Mirinae começou a se enfraquecer assim que sua circulação ciclônica começou a se interagir com o arquipélago filipino. Seguindo rapidamente para oeste, Mirinae fez landfall na costa da província de Quezon no início da noite (UTC) de 30 de outubro, com ventos de até 155 km/h. A partir de então, Mirinae se enfraqueceu dramaticamente, e deixou de ser um tufão ainda naquela noite, segundo o JTWC. Ao mesmo tempo, a AMJ desclassificou Mirinae para uma tempestade tropical severa. Sobre terra, Mirinae perdeu boa parte de suas áreas de convecção profunda, mas novas áreas de convecção começaram a se formar assim que deixou as filipinas para ganhar o mar da China Meridional. No entanto, Mirinae não foi capaz de se intensificar rapidamente devido à falta de umidade sobre a região, o que impediu a rápida formação de novas áreas de convecção. Mirinae já não estava organizado como antes, e a AMJ desclassificou o sistema para uma tempestade tropical simples na noite (UTC) de 31 de outubro. Além disso, Mirinae começou a ser afetado pela chegada de uma massa de ar mais frio e seco, acompanhada do aumento do cisalhamento do vento, intensificando ainda mais a sua tendência de enfraquecimento.
Após se enfraquecer para uma fraca tempestade tropical, Mirinae voltou a se intensificar assim que novas áreas de convecção se formaram na tarde (UTC) de 1 de novembro. Estas áreas de convecção logo formaram um novo centro denso nublado e um olho começou a ficar aparente em imagens de satélite. Pouco antes de atingir a costa do Vietnã, Mirinae rapidamente se intensificou, e um olho ficou novamente aparente em imagens de satélite. Com isso, o JTWC classificou o sistema novamente para um tufão na manhã (UTC) de 2 de novembro. Mirinae fez seu último landfall logo em seguida na cota do Vietnã, perto de Hue, com ventos de até 120 km/h, segundo o JTWC. Sobre a Indochina, Mirinae rapidamente se enfraqueceu, e deixou de ser um tufão, segundo o JTWC, ainda naquela tarde (UTC). Naquele momento, o JTWC também emitiu seu aviso final sobre o sistema assim que Mirinae se enfraquecia rapidamente sobre terra. Horas mais tarde, a AMJ desclassificou Mirinae para uma depressão tropical e também emitiu seu aviso final sobre o sistema.

## Preparativos
No início da madrugada de 26 de outubro, o escritório de Guam do Serviço Nacional de Meteorologia dos Estados Unidos pôs Guam, Rota, Tinian e Saipan sob alerta de tempestade tropical. O alerta foi substituído por um aviso de tempestade tropical para as últimas três ilhas. O aviso e o alerta foram mantidos até o afastamento do sistema para oeste.
Antes da chegada de Mirinae às Filipinas, 115.000 pessoas foram removidas de suas residências em Luzon como medida de precaução assim que o sinal de tempestade nível 3 foi içado para várias províncias do sul de Luzon. O tráfego aéreo foi paralisado e a circulação de navios e balsas foi proibida durante a passagem de Mirinae.
No Vietnã, o governo removeu mais de 50.000 pessoas de áreas costeiras e de risco antes da chegada de Mirinae.

## Impactos

### Filipinas
Mirinae atingiu as Filipinas como um fraco tufão em enfraquecimento. Mesmo assim, provocou chuvas torrenciais, piorando ainda mais o desastre natural causado pelos tufões Ketsana e Parma. As enchentes, enxurradas e deslizamentos de terra danificaram ou destruíram mais de 67.000 residências, número superior às residências danificadas ou destruídas por Parma, que passou pela mesma região semanas antes.
A Região Metropolitana de Manila, capital filipina, ficou sem o fornecimento de eletricidade por mais de 24 horas e as comunicações foram cortadas durante a passagem de Mirinae na região. O tráfego aéreo e de balsas também foi interrompido durante a passagem do tufão, deixando milhares de passageiros a viagem no feriado nacional do país presos nas estações de embarque.
Ao todo, mais de 1.650.000 pessoas foram afetadas em 13 províncias. 380.000 pessoas ficaram desalojadas, sendo que quase 25.000 ficaram desabrigadas e tiveram que recorrer a abrigos emergenciais. Mirinae causou pelo menos 32 fatalidades em todo o arquipélago filipino, deixando outros 24 feridos e 6 desaparecidos. Devido às severas enchentes, boa parte das cidades do sul de Luzon teve a interrupção do fornecimento de água potável, piorando ainda mais a situação de calamidade.

### Vietnã
Mirinae atingiu a costa do Vietnã, perto da cidade de Hue, no centro do país, como um tufão com ventos de até 120 km/h, segundo o Joint Typhoon Warning Center (JTWC), ou com ventos de até 85 km/h, segundo a Agência Meteorológica do Japão, no início da tarde (UTC) de 2 de novembro (início da madrugada de 3 de novembro, horário local). Mirinae piorou o desastre natural causado pela passagem do tufão Ketsana semanas antes. Pelo menos 265.000 pessoas tiveram que ser removidas de suas residências. Mirinae provocou 126 fatalidades na sua passagem pela região, deixando outras 145 desaparecidas, principalmente nas regiões montanhosas próximas à costa, onde enxurradas e deslizamentos de terra causaram a destruição de muitas residências e boa parte da infraestrutura da região. Mesmo 25 dias depois da passagem de Mirinae, a comuna de Canh Lien estava completamente isolada, necessitando a mobilização da Força Aérea do Vietnã, que lançaram toneladas de alimentos e outros suprimentos.
Segundo o governo vietnamita, Mirinae causou cerca de 5 trilhões de dongs (cerca de 280 milhões de dólares). Mirinae também afetou mais de 500.000 pessoas, principalmente na província de Phu Yen, na região central do país, danificou ou destruiu cerca de 48.000 residências e 47.000 hectares de plantações, principalmente de arroz. Segundo relatos, em algumas áreas isoladas, mais de 600 mm de chuva caíram em menos de 24 horas, a pior chuva em mais de 60 anos.

## Camboja
As chuvas torrenciais causadas por Mirinae, que estava em dissipação, também provocaram enchentes, enxurradas e deslizamentos de terra, causando pelo menos duas fatalidades.

## Após a tempestade
A Cruz Vermelha do Vietnã recebeu mais de 7 milhões de dólares em doações provenientes de governos estrangeiros, organizações não-governamentais (ONGs), entre outros, para os esforços de mitigação dos efeitos de Mirinae na região central do Vietnã. Em 16 de novembro, a Agência de Desenvolvimento e Ajuda Humanitária da Nova Zelândia doou 370.000 dólares, enquanto que o governo dos Estados Unidos doou 250.000 dólares, completando o total de doações para o Vietnã em um milhão de dólares, após a doação de 750.000 dólares para a mitigação dos efeitos de Ketsana na mesma região no mês anterior. O governo da Tailândia também doou 50.000 dólares para o governo vietnamita, enquanto que a UNICEF doou 100.000 dólares.